# Nhà thờ Ba Ngôi Thánh, Warszawa
Nhà thờ Tin Lành Holy Trinity của Lời thú tội Augsburg (tiếng Ba Lan: Kościół Świętej Trójcy), còn được gọi là Nhà thờ Tin lành của Zug (tiếng Ba Lan: Zbór Zuga) là một nhà thờ Lutheran ở Warsaw, Ba Lan. Đây là một trong hai nhà thờ Tin Lành Augsburg ở Warsaw. Được thiết kế và xây dựng bởi Szymon Bogumił Zug, đây là một trong những nhà thờ lớn nhất ở Warsaw và là một trong những nhà thờ đáng chú ý nhất về kiến trúc thiết kế.

## Lịch sử
Người quản lý ngân khố của nhà vua, Piotr Tepper, đã nỗ lực xây dựng nhà thờ và vào năm 1777, ông đã giành được đặc quyền từ vua Stanisław August Poniatowski. Tuy nhiên, nhà vua lại dành riêng cho mình quyền lựa chọn thiết kế của tòa nhà. Nhà thờ được thiết kế bởi Szymon Bogumił Zug và được xây dựng vào năm 1777-1782. Vào ngày 30 tháng 12 năm 1781, mục sư của hội chúng Gottlieb Ringeltaube đã cử hành lễ khánh thành nhà thờ.
Nó là một nhà tròn cổ điển dựa trên một phần của đền Pantheon ở Roman. Nhà thờ Lutheran là nhà thờ cao nhất và đồng thời là một trong những tòa nhà lớn nhất của Warsaw thế kỷ 18. Đường kính của mái vòm là 33,4 mét và chiều cao là 58 mét. Mái vòm khổng lồ với tháp đèn lồng tráng lệ vẫn thống trị các tòa nhà gần đó. Nó đề cao tinh thần của chủ nghĩa cổ điển thuần túy. Là tòa nhà cao nhất tại Warsaw vào thời điểm đó, nó đóng vai trò là điểm thuận lợi cho Quân đội Ba Lan trong Cuộc nổi dậy Kościuszko.
Vào đầu thế kỷ 19, nhà thờ nổi tiếng với các buổi biểu diễn âm nhạc đi kèm với các buổi lễ cầu nguyện. Trong số các nhạc sĩ nổi tiếng, người đã tổ chức buổi hòa nhạc ở đây là Frédéric Chopin. Vào tháng 4 năm 1825 với sự hiện diện của Sa hoàng Alexander I của Nga, ông đã chơi với dàn hợp xướng (aeolimelodicon).
Nhà thờ rơi vào cảnh hoang tàn khi bị quân Đức ném bom và đốt cháy vào ngày 16 tháng 9 năm 1939. Nó đã được xây dựng lại sau chiến tranh. Bên trong, du khách bị ấn tượng bởi phòng trưng bày đôi của nó bao quanh nội thất. Vì những cải tiến về âm thanh và một cơ quan lộng lẫy, Opera Chamber Warsaw (Warszawska Opera Kameralna) thường xuyên tổ chức các buổi hòa nhạc của nhạc cổ điển tại đây.

## Hình ảnh

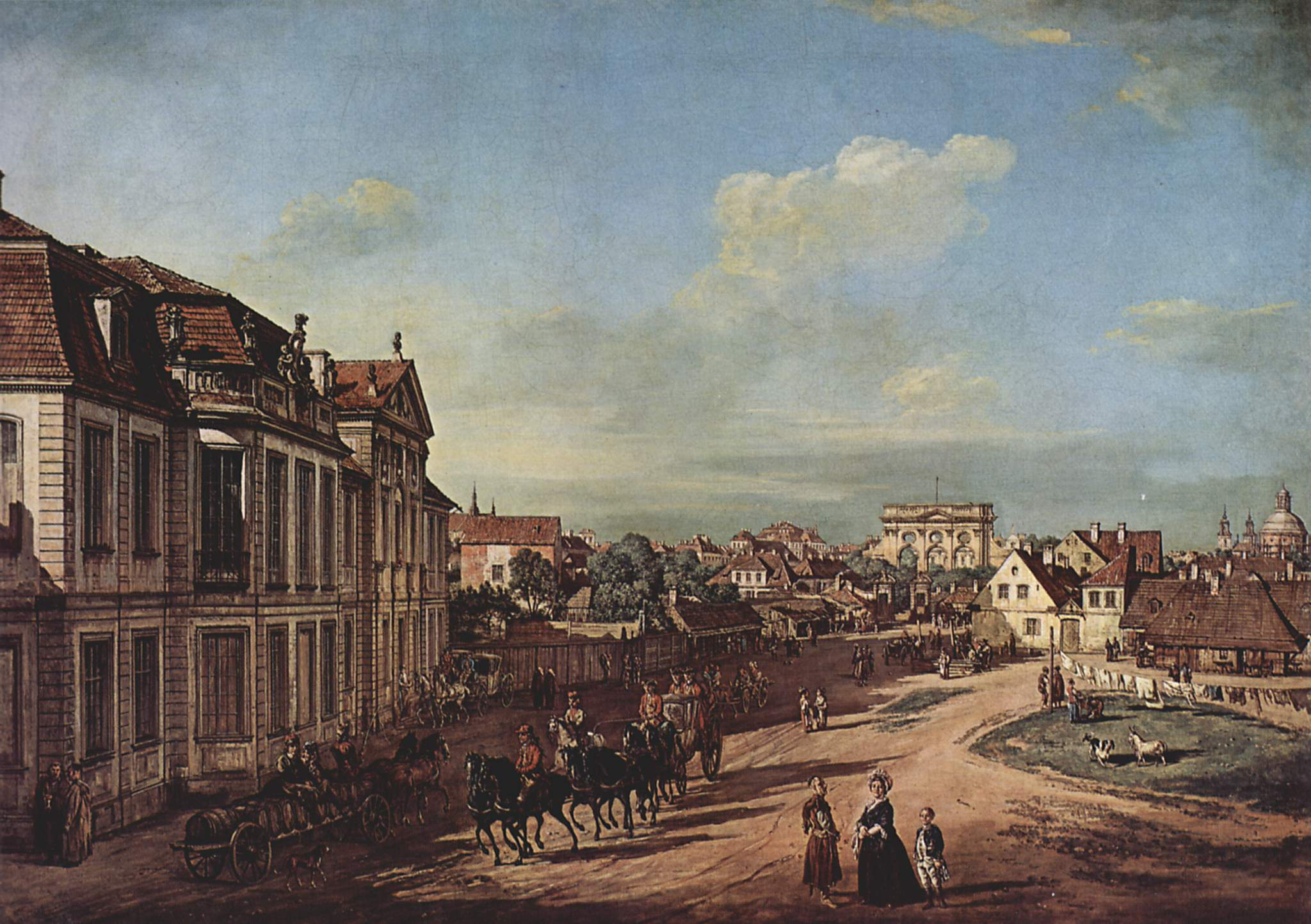
Quảng trường Cổng sắt của Bernardo Bellotto với mái vòm Nhà thờ Zug nhìn thấy ở bên phải
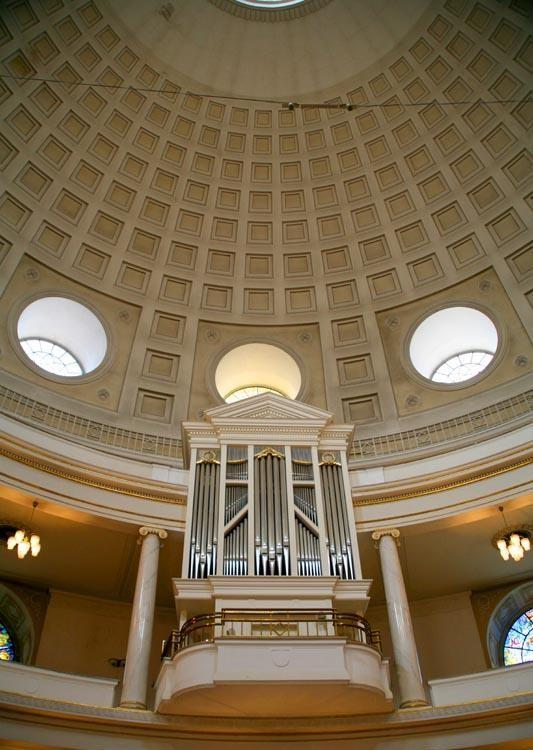
Nội thất nhà thờ - organ và mái vòm